# Band of Skulls
Band of Skulls – brytyjska grupa muzyczna należąca do nurtu rocka alternatywnego, założona w roku 2008 w Southampton w Anglii.
Grupę założyli: Russell Marsden (gitara, wokal), Emma Richardson (gitara basowa, wokal) oraz Matt Hayward (perkusja), którzy spotkali się w college'u. Początkowo grali w klubach nocnych w obszarze Wielkiego Londynu oraz nagrali kilka dem pod nazwą Fleeing New York, aby w styczniu 2008 roku zmienić ją na Band of Skulls. Ich debiutancki album Baby Darling Doll Face Honey dystrybuowany przez niewielką wytwórnię Shangri-La Music, miał premierę 6 marca 2009 w sklepie online iTunes Store, a następnie został oficjalnie wydany 20 marca. Utwór Friends znalazł się na ścieżce dźwiękowej do filmu Saga „Zmierzch”: Księżyc w nowiu.
16 stycznia 2017 roku zespół poinformował o zamiarze odejścia Haywarda a 19 lipca 2017 roku oficjalnie ogłoszono, że jego zajmie Julian Dorio. 

## Dyskografia

### Albumy
- Baby Darling Doll Face Honey (wydany 20 marca 2009)
- Friends EP (wydany 23 marca 2010)
- Sweet Sour (wydany 21 lutego 2012)
- Himalayan (wydany 31 marca 2014)
- By Default (wydany 27 maja 2016)

### Single
- I Know What I Am
- Blood
- Fires
- Death By Diamonds and Pearls
- Friends

## Skład
- Russell Marsden – wokal, gitara prowadząca
- Emma Richardson – wokal, gitara basowa
- Matt Hayward - perkusja (od 2008 do 2017)
- Julian Dorio - perkusja (od 2017)